# Raymond Gougaud
Pour les articles homonymes, voir Gougaud.
Raymond Jean Baptiste Gougaud, en occitan Ramon Gogaud, né à Carcassonne le 9 mai 1928 et mort dans cette ville le 26 septembre 1996, est un  écrivain et un activiste occitan.

## Biographie
Raymond Gougaud était un employé des Postes. Il était membre correspondant de l'Académie des arts et des sciences de Carcassonne.

## Œuvres
- Lo Miralhet (1re édition, Vent Terral, 1977, 2e édition, A TOTS, Vendémias, 1984)
- La Partida de cartas (1980)
- L'Afirolada, avec A. Raucolas. (I.E.O.-Aude-Vendémias, 1981).
- Tres Cantons, Prèmi als Jòcs Florals de Tolosa, (IEO Aude-Vendémias, 1982)
- Premit, en collaboration avec Alfrèd Raucolas (IEO. Aude-Vendémias, 1984)
- Mon Barri. (IEO, A TOTS-Vendémias, 1983). Prix Pau Froment, 1984.
- Lo Lum (IEO, Farfadet, 1989)
- (fr) Gualdo, le troubadour de La Trivalle, (1991)
- Tenguent-Tenguent (IEO, A TOTS, 1995), prix A. Forés, 1995.
- Los tres secrets de ma menina de  Casimir Clottes, traduction de Raymond Gougaud, (1998)
- Melí e Zelí[1], collection d'albums dessinés avec des légendes, dessins de Jean-Jacques Courtial alias JiCé, (IEO Aude-Vendémias, 1989, 1990, 1991 - 1992).